# جين وايمان
ولدت جين وايمان (واسمها الحقيقي سارا جين مايفيلد) في 5 كانون الثاني (يناير) 1917، وتوفيت في 10 أيلول (سبتمبر) 2007. كانت جين ممثلة مغنية وراقصة وممثلة أفلام وتلفزيون أمريكية. بدأت عملها كممثلة أفلام في ثلاثينيات القرن العشرين، واستمرت نحو عقدين من الزمان. تسلمت جائزة الأوسكار لأفضل ممثلة عن دورها في فيلم جوني بليندا. ثم شاركت بنجاح في الثمانينيات بدور أنجيلا تشانينغ في فالكون كريست.
كانت جين الزوجة الأولى لرونالد ريغان؛ فقد تزوجا عام 1940 وتطلقا في 28 حزيران (يونيو) 1948؛ كان ريغان لا يزال في الحزب الديمقراطي ولم يكن قد تولى رئاسة الولايات المتحدة بعد.

## مسيرتها المهنية

### البدايات
تركت وايمان مدرسة لافاييت الثانوية في عام 1932، أي عندما كانت في الخامسة عشر من عمرها. عادت وايمان إلى هوليوود، وقبلت العمل في وظائف غريبة؛ بما في ذلك تدريم أظافر والعمل في مركز للخطوط الهاتفية.
تمكّنت وايمان من الحصول على أدوار صغيرة في بعض الأفلام، بما في ذلك، ذا كيد فروم سباين (في دور «فتاة غولدواين» في عام 1932)، وإيلمر، ذا غريت (1933)، وغولد ديغرز أوف 1933 (1933)، وهارولد تين (1943)، وكوليدج ريذم (1934)، ورومبا (1935)، وأول ذا كينغز هورسيز (1935)، وجورج وايتز 1935 سكاندلز (1935)، وستولن هارموني (1935)، وبرودواي هوستيس (1953)، وكينغ أوف بورليسك (1936)، وإنيثينغ غوز (1936).
وقّعت وايمان عقدًا مع شركة وارنر برذرز في عام 1936.

### وارنز برذرز
عملت وايمان على فلمين خلال الوقت الذي قضته مع شركة وارنر برذرز، بما في ذلك فريشمان لوف (1936) وبينغال تايغر (1936). انتقلت وايمان إلى شركة يونيفيرسال، حيث عملت على فيلم ماي مان غودفري (1936).
عملت وايمان في شركة وارنر برذرز على بعض الأفلام الأخرى، بما في ذلك، ستيج سترك (1936)، وكاين أند مابيل (1936)، وهير كومز كارتر (1936).
عملت وايمان على أول أدوارها الكبيرة في فيلم غرب أمريكي من بطولة ديك فوران تحت عنوان ذا سنداي راوند أب (1936).
حصلت وايمان على أدوار صغيرة في كلّ من جو بولو (1936)، وغولد ديغرز أوف 1937 (1936)، لكنّها حصلت على دور أكبر في فيلم سمارت بلوند (1936) الذي كان أول فيلم في سلسلة تورتشي بلاين.
حصلت وايمان على أدوار في ريدي، ويلنغ أند إيبل (1937)، وذا كينغ أند ذا كورس غيرل (1937)، وسليم (1937). لعبت دور البطولة في ليتل بايونير (1937)، لكنّها حصلت على دور صغير في فيلم ذا سينغنغ مارين (1937).

### أفلام الدرجة الثانية
لعبت وايمان دور البطولة في فيلم بابليك ويدنغ (1937)، وهو فيلم من الدرجة الثانية، وذلك في الفترة التي لحقت طلاقها من زوجها الأول إرنست وايمان. وعلى الرغم من طلاقها، قرّرت وايمان الاحتفاظ بكنية زوجها طيلة حياتها المهنية.
لعبت وايمان دورًا ثانويًا في فيلم مستر دود تايكس ذا إير (1937)، ثمّ لعبت دور البطولة النسائية في بعض الأفلام من الدرجة الثانية؛ مثل ذا سباي رينغ (1938) الذي أنتجته شركة يونيفرسال، وهي كودنت ساي نو (1938) بالمشاركة مع فرانك ماكهيو، ووايد أوبن فايسز (1938) بالمشاركة مع جو إي. براون.
استعانت شركة مترو غولدوين ماير (إم. جي. إم.) وايمان لتعلب دورًا ثانويًا في فيلم ذا كراود رورز (1938).
لعبت وايمان دور البطولة في فيلم لشركة وارنر برذرز تحت عنوان برذر رات (1938)؛ الذي كان فيلمًا مشهورًا من الدرجة الثانية. شارك في بطولة الفيلم كل من رونالد ريغان وبريسيلا لين وواين موريس وإيدي ألبرت.
استعانت شركة فوكس بوايمان لتلعب دورًا ثانويًا في فيلم تايل سبين (1939)، ثمّ ذا كيد فروم كوكومو (1939) بالتشارك مع بات أوبراين وموريس. لعبت وايمان دور البطولة في تورتشي بلاين.. بلاينغ ويذ داينمايت (1939)، لكنّه كان الفيلم الأخير من السلسلة.
أصبحت وايمان في تلك الفترة إحدى الممثلات الرئيسيات على الرغم من مشاركتها في بعض الأفلام من الدرجة الثانية؛ إذ مثّلت في كيد نايتنغيل (1939) مع جون باين، وبرايفت ديتكتف (1939) مع فوران، وبرذر رات أند إيه بيبي (1940) مع ريغان، وآن إينجل فروم تكساس (1940) مع ألبرت، وفلايت إينجلز (1940)، وغامبلنغ أون ذا هاي سيز (1940) مع واين موريس.
حصلت وايمان على أدوار ثانوية في بعض الأفلام من الدرجة الأولى، مثل فيلم ماي لوف كايم باك (1940) الذي شارك في بطولته كل من أوليفيا دي هافيلاند وجيفري لين. مثّلت وايمان مع ريغان في فيلم توغوت آني سايلز أغين (1940). لعبت وايمان دورًا ثانويًا في فيلم من بطولة آن شيريدان تحت عنوان هانيمون فور ثري (1941)، ولعبت دورًا رئيسًا إلى جانب دينيس مورغان في فيلم باد مين أوف ميسوري (1941).
عملت وايمان على فيلم ذا بودي ديسابيرز (1941) إلى جانب جيفري لين، بالإضافة إلى فيلم يور إن ذا آرمي ناو (1941) إلى جانب جيمي ديورانت، الفيلم الذي تضمّن أطول قبلة على الشاشة في تاريخ السينما، إذ استمرّت قبلتها مع ريجيس تومي 3 دقائق و5 ثوان.
مثّلت وايمان في فيلم لارسيني، إي إن سي. (1942) إلى جانب إدوارد جي. روبنسون، بالإضافة إلى فيلم ماي فايفرت سباي (1942) إلى جانب كاي كايسر.
لعبت وايمان دورًا ثانويًا إلى جانب الممثلة الرئيسة بيتي جرابيل في فيلم فوتلايت سيرينايد (1942) لصالح شركة فوكس. وبعد ذلك، لعبت دورًا ثانويًا إلى جانب الممثلة الرئيسة أوليفيا دي هافيلاند في فيلم برينسيس أورورك (الأميرة أورورك) (1943) لصالح شركة وارنر برذرز.
جمعت شركة وارنر برذرز بينها وبين جاك كارسون في فيلم ميك يور أون بيد (1944) وذا دو غيرلز (1944)، وذلك قبل أن تعمل على أعلى أفلامها أجرًا كرايم باي نايت (1944). كانت وايمان واحدةً من بين العديد من النجوم الذين ظهروا في فيلم هوليوود كانتين (1944).

### نجمة الدراما
تمكّنت وايمان من لفت أنظار النقاد في فيلم النوار ذا لويت ويكند (نهاية الأسبوع المفقودة) (1945)، إذ عمل عليه كل من بيلي وايلدر وتشارلز براكيت، اللذين أُعجبا بأدائها في فيلم برينسيس أورورك (الأميرة أورورك). اعتُبر دورها في الفيلم ثاني أكبر الأدوار على الرغم من كونه دورًا ثانويًا، إذ مثّلت فيه إلى جانب الممثل الرئيس راي ميلاند. أطلقت وايمان على دورها هذا لقب «معجزة صغيرة».
استمرّت وايمان بأدائها للأدوار الثانوية في فيلمي ون مور تومورو (1946) ونايت أند داي (1946). وعلى الرغم من ذلك، استعانت بها شركة مترو غولدوين ماير (إم. جي. إم.) لتلعب دور البطولة النسائية في فيلم ذا ييرلينغ (الرضيع) (1946)، وهو الفيلم الذي رشّحها لنيل جائزة الأوسكار لأفضل ممثلة في عام 1946.
لعبت وايمان دور البطولة النسائية في فيلم شايان (1947) جنبًا إلى جنب مع الممثل الرئيس دينيس مورغان، ثمّ لعبت دور البطولة أيضًا في فيلم ماجيك تاون (1947) إلى جانب الممثل الرئيس جايمس ستيورات لصالح شركة آر كي أو بيكتشرز (آر. كيه. أو.).

### جوني يليندا ونجوميتها في أفلام الدرجة الأولى
لعبت وايمان دور ضحية اغتصاب صمّاء وبكماء في فيلم جوني بليندا (1948)؛ الفيلم الذي اعتُبر بداية انطلاقتها في عالم النجومية. قضت وايمان أكثر من ستّة أشهر في الاستعداد للفيلم، ما ساهم في تحقيقه لنجاح باهر وفوزها بجائزة أوسكار لأفضل ممثلة. اعتُبرت وايمان أوّل ممثلة تفوز بجائزة الأوسكار للتمثيل في عصر السينما الناطقة دون أن تنطق بأي كلمة من الحوار. تسلّمت وايمان جائزة الأوسكار وألقت خطابًا مسلّيًا، إذ قالت فيه: «أقبل هذه الجائزة عن إبقائي لفمي مغلقًا لمرة واحدة بامتنان شديد. أظنّ بأني سأفعلها مجددًا»، في محاولة للسخرية من نظرائها ذوي الخطابات المطوّلة.
أصبحت وايمان نجمةً ذات أجر كبير. شاركت في فيلمي كوميديا، إيه كيس إن ذا دارك (1948) بالمشاركة مع ديفيد نيفين، وذا ليدي تيكس إيه سايلر (1949) بالمشاركة مع مورغان. شاركت بعد ذلك في فيلم تشويق إنجليزي بعنوان ستيج برايت (1950) للمخرج ألفريد هتشكوك.
لعبت وايمان دور أماندا في فيلم ذا غلاس ميناغري (1950)، وذلك قبل تعاونها مع شركة مترو غولدوين ماير (إم. جي. إم.) في فيلم الكوميديا الشهير ثري غايز نيمد مايك (1951).
اختارها فرانك كابرا لدور البطولة النسائية إلى جانب الممثل الرئيس بينغ كروسبي في فيلم هير كومز ذا غروم (1951) لصالح شركة باراماونت، ثمّ لعبت دور البطولة لصالح شركة آر كي أو بيكتشرز (آر. كيه. أو.) في فيلم بلو فيل (1951)، وهو فيلم ميلودراما حقّق نجاحًا باهرًا على شباك التذاكر بالإضافة إلى ترشّحه لجائزة الأوسكار.
شاركت وايمان في فيلم ستارليفت (1951) لصالح شركة وارنر برذرز، جنبًا إلى جنب مع العديد من النجوم الآخرين. لعبت وايمان دور البطولة النسائية في فيلم ستوري أوف ويل روجرز (1952)، وذلك قبل أن تجمعها شركة باراماونت مع كروسبي في فيلم جست فور يو (1952). أعربت وايمان عن عدم اهتمامها في القيام بأدوار «كثيرة البكاء» في تلك الفترة.
اختارتها شركة كولومبيا لدور في فيلم موسيقي بعنوان ليتس دو إت أغين (1953)، جنبًا إلى جنب مع راي ميلاند. لعبت وايمان دورًا في فيلم الميلودراما سو بيغ (1953) لصالح شركة وارنر برذرز.

## جوائز وترشيحات

### جوائز الأكاديمية
- ترشيح: أفضل ممثلة، The Yearling (1946)
- فوز: أفضل ممثلة، جوني بليندا (1948)
- ترشيح: أفضل ممثلة، الوشاح الأزرق (1951)
- ترشيح: أفضل ممثلة، Magnificent Obsession (1954)

### جوائز الإيمي
- ترشيح: أفضل ممثلة رئيسية - مسلسل درامي، جين وايمان تقدم مسرح فايرسايد (1957)
- ترشيح: أفضل ممثلة رئيسية - مسلسل درامي، جين وايمان تقدم مسرح فايرسايد (1959)

### جوائز غولدين غلوب
- فوز: أفضل ممثلة - فيلم درامي 1948، جوني بليندا (1949)
- فوز: أفضل ممثلة - فيلم درامي حركي، الوشاح الأزرق l (1952)
- ترشيح: أفضل ممثلة - مسلسل درامي، فالكون كريست (1983)
- فوز: أفضل ممثلة - مسلسل درامي، فالكون كريست (1984)

لجين نجمتان في ممشى المشاهير في هوليوود؛ إحداها عن أعمالها في الأفلام وتوجد في ساحة 6607 بوليفارد، والثانية عن أعمالها التلفزيونية وتقع في 1620 شارع فاين.

## روابط خارجية
- جين وايمان على موقع IMDb (الإنجليزية)
- جين وايمان على موقع الموسوعة البريطانية (الإنجليزية)
- جين وايمان على موقع مونزينجر (الألمانية)
- جين وايمان على موقع ألو سيني (الفرنسية)
- جين وايمان على موقع ميوزك برينز (الإنجليزية)
- جين وايمان على موقع تيرنر كلاسيك موفيز (الإنجليزية)
- جين وايمان على موقع أول موفي (الإنجليزية)
- جين وايمان على موقع قاعدة بيانات الأفلام السويدية (السويدية)
- جين وايمان على موقع إن إن دي بي (الإنجليزية)
- جين وايمان على موقع ديسكوغز (الإنجليزية)